# Feng Jovlan
Feng Jovlan (tradicionalna kitajščina: 馮友蘭; poenostavljena kitajščina: 冯友兰; Wade–Giles: Feng Yu-lan; pinjin: Feng Youlan), kitajski filozof in zgodovinar, * 4. december 1895, okraj Tanghe (provinca Henan), dinastija Čing, † 26. november 1990, Peking, Ljudska republika Kitajska.

## Zgodnje življenje
Feng Jovlan je bil rojen v ugledni in bogati družini. Njegov oče je končal najvišjo možno izobrazbo tistega časa in bil predstavnik konfucijske višje šole, upravljal pa je tudi zasebno knjižnico. Feng je svoje šolanje pričel v zasebni konfucijski šoli, ko je imel šest let. Pri petnajstih je začel obiskovati javno srednjo šolo in leto kasneje se je prepisal na srednjo šolo v glavnem mestu province, Kajfengu, nato pa na srednjo šolo v sosednji provinci Hubej. S sedemnajstimi leti je bil sprejet v pripravljalni program Kitajske javne univerze v Šanghaju, kjer so vsa predavanja potekala v angleškem jeziku in je program vključeval tudi zahodno filozofijo.
Od leta 1915 do leta 1918 je študiral filozofijo na univerzi v Pekingu. V tem času se je seznanil z velikim številom novih idej od filozofije Henrija Bergsona do filozofije Williama Pepperella Montagueja. Takrat se je na Kitajskem začelo tudi novo gibanje, ki je dvomilo v tradicionalne konfucijske nauke. Na univerzi je Feng Jovlan spoznal Hu Šija (1891-1962), ki je kritiziral konfucionizem, in Ljang Šuminga (1893-1988), ki je konfucionizem branil.
Leta 1919 je Feng odpotoval v Združene države Amerike in skupaj z Johnom Deweyjem obiskoval Kolumbijsko univerzo. Tam ga je navdušila ameriška napredna tehnologija, njihova trgovina in moderno razmišljanje nasploh.

## Življenje po študiju
Feng Jovlan je leta 1923 dobil doktorski naziv na Kolumbijski univerzi in se vrnil na Kitajsko, kjer je začel poučevati. Med letoma 1923 in 1926 je predaval na več kitajskih univerzah. Predsedoval je filozofskemu oddelku in postal celo dekan na fakulteti za humanistične vede na Pekinški univerzi.
Leta 1934 se je na poti na predavanje v Pragi ustavil v komunistični Sovjetski zvezi. Privlačile so ga namreč utopične možnosti komunizma. Zaradi tega ga je za kratek čas zadržala vlada Džjang Džješija, a so ga kmalu zatem izpustili. Ko se je leta 1937 začela vojna med Japonsko in Kitajsko, je Feng želel ohraniti edinstveno kitajsko filozofijo. Da bi mu to uspelo, je do leta 1946 objavil več knjig, ki so upravičevale Džjang Džješijeva gibanja. Knjige so poudarjala pomen tradicionalnih vrednot v vsakodnevnem življenju prebivalcev in tako spreminjala njihove moralne vrednote.
Po Kitajski zmagi nad Japonsko leta 1949 Feng ni mogel nadaljevati tega filozofskega projekta, saj je oblast Kitajske prevzel Mao Cetung s svojo komunistično stranko. Takrat se je Feng odpovedal kakršnikoli povezavi z Džjang Džješijem in se posvetil reinterpretaciji svojih prejšnjih del in tudi splošne kitajske filozofije po pogledih marksizma. To je povzročilo veliko kontroverznosti med njegovimi vrstniki, ki so zapustili Kitajsko, da bi v Hong Kongu in na Tajvanu vzpostavili novi konfucionizem.
Čeprav naj bi se Feng spreobrnil v marksizem, pa je poskusil ohraniti konfucionizem pod Mao Cetungovo vladavino. Zavzemal se je za to, da so konfucionizem in druge kitajske filozofije kljub njihovi starosti abstraktno in konceptualno pomembne v času komunizma. Feng Jovlan je na primer zatrjeval, da je konfucijski koncept "rena (仁)" ali človeškosti v preteklosti dal trumam izkoriščenih in zatiranih ljudi verjeti v sanje o brezrazredni in skladni družbi.
Tudi politični sistem v tem času je na subtilni ravni deloval v skladu s konfucianskimi vrednotami, čeprav to na prvi pogled morda ni bilo vidno. Tako je v skladu s tem deloval tudi Feng, v smislu lojalnosti (džong, 忠) vladarju in njegovim ideologijam. Feng Jovlan je bil v tem času večkrat prisiljen v pisanje samokritike, v katerih se je distanciral od svojih prejšnjih filozofskih mišljenj. Zaradi tega so ga ortodoksni konfucionisti mnogokrat kritizirali in mu očitali nemoralnost. Postal je tarča kritike tradicionalističnih novokonfucialcev na eni strani in maoističnih radikalcev na drugi. Te napade je prenašal mirno, kar je tudi znak njegove konfucianske osebnosti, ki sledi "Nauku zlate sredine".

## Pozno življenje
Med kitajsko kulturno revolucijo (1966-1976) je Mao obtoževal veliko kitajskih akademikov, med njimi tudi Feng Jovlana. Konec tega obdobja je Fengu zopet uspelo pridobiti nekaj vpliva tako, da se je povezal z Mao Cetungovo ženo, Džjang Čing. V njeni propagandi proti Konfuciju med leti 1973 in 1976 je namreč omenila njegovo pomoč. Po Cetungovi smrti in zaprtju Džjang Čing je zaradi njegovih političnih odločitev trpel Fengov ugled, za nekaj časa so ga celo zaprli. Do leta 1980 je ponovno začel učiti in pisati nov rokopis, ki ga do svoje smrti 26. novembra 1990 ni uspel dokončati.

## Filozofija
Feng je bil predstavnik moderne kitajske filozofije. Želel je zbližati tradicionalno kitajsko mišljenje in moderno zahodno filozofijo. V svojem življenju je imel dva izrazita cilja: zapisati zgodovino kitajske filozofije iz modernega zornega kota in ustvariti novo verzijo te filozofije, in sicer tako, ki bi se ujemala z modernimi časi.
Njegov poskus usklajevanja neokonfucianizma in filozofskih tradicij modernega Zahoda se je izkazal za izjemno dolgotrajnega – v nekaterih pogledih celo nikoli ni bil dokončan. Osredotočal se je predvsem na obravnavo in reinterpretacijo koncepta zakonitosti (li). V delu Šin lišue (Nova šola zakonitosti) je predstavil nadgradnjo in posodobitev izbranih neokonfucianskih teorij. V njem je tudi vzpostavil nov koncept metafizike s sredstvi tradicionalne kitajske filozofije, ki ga je nadaljnje razčlenil in apliciral na različna področja filozofije v petih knjigah, ki so sledile.
Feng je tudi redefiniral nekatere temeljne termine neokonfucianizma. Ločil je namreč tri nivoje danosti; na prvem so konkretne obstoječe stvari (šivu), na drugem stvarnost (šidžu), ki naj bi jo večinoma preiskovale naravoslovne znanosti, na tretjem pa resničnost in resnica (džendži), ki naj bi ju po njegovem raziskovala filozofija. Resničnost je sestavljena iz zakonitosti (li). Vsaka stvar (šivu) sestoji iz dveh sestavin: snovi in zakonitosti (li). Zakonitost ni stvar, temveč nekaj, kar določeni stvari primarno pogojuje obstoj. Obstaja pa tudi protipol zakonitosti. To je snovna energija/potencial (či) ali materija. Vsaka stvar je torej sestavljena tako iz zakonitosti kot tudi materije, saj brez materije ne bi bila materializirana: zakonitost namreč nima razsežnosti snovnosti. Velika popolnost (da čuan) je skupek vsega, kar obstaja, tako stvarnosti (šidžu) kot tudi resničnosti (džendži).
Z njegovo modernizacijo koncepta zakonitosti (li) je po Fengovo nastal nov kriterij za vrednotenje tega, kar je bistvo filozofije
Feng se je od tradicionalnega konfucianizma oddaljil predvsem v jasnem razločevanju metafizike od stvarnosti, ki se je razlikovala od predhodnega mišljenja, da zakonitosti spadajo pod materializirano stvarnost. Druga razlika pa je v dejstvu, da je Feng zagovarjal historični materializem. Zakonitosti (li) je namreč dojemal kot neodvisne od časa in prostora, kar je pomenilo, da le-ta ni bil v nasprotju z njimi. To njegovo mišljenje nam razjasni tudi, zakaj je, za razliko od večine ortodoksnih novokonfucianistov dvajsetega stoletja, podpiral modernizacijo in industrializacijo.
Kasneje, ko je bilo ozračje na Kitajskem zaradi padca Japonske in uspešne komunistične revolucije nenaklonjeno njegovim idejam, je Feng bil primoran ponovno interpretirati tako svoja dela kot tudi kitajsko filozofijo iz marksističnega zornega kota. Na koncu je celo zavračal Konfucija samega.

## Vpliv
Na Kitajskem je Feng Jovlan poznan kot eden izmed redkih filozofov njihovega rodu 20. stoletja. Svojo strast in zanimanje za kitajsko filozofijo mu je uspelo prenesti tudi na svoje učence, saj jih dandanes veliko poučuje na elitnih univerzah.
Nekateri kitajski učenjaki občudujejo predvsem Fengovo "Novo šolo zakonitosti" ali Šin lišue. Njegovo delo namreč dojemajo kot dokaz, da koncepte antične kitajske filozofije lahko ponovno uporabimo dandanes. To se nanaša predvsem na konfucijske ideje.
Na zahodu je Fengov vpliv bolj ali manj omejen na njegovo prvo delo (Zgodovina kitajske filozofije), ki je bilo prevedeno v mnogo jezikov. Vendar pa tudi na le-tega leti kritika zaradi očitne pristranskosti avtorja, ki konfucianizem hvali, budizem in daoizem pa zapostavlja. Na Zahodu pa Feng Jovlan velja bolj za zgodovinarja kakor filozofa.

### Prevodi
- A Taoist Classic: Chuang-Tzu – (1993); angleška izdaja 1. 12. 1991 s Foreign Languages Press, ISBN 7119001043

### Zbirke esejev
- Zhongguo Zhexue shi (A history of Chinese philosophy) – (1934); angleški prevod leta 1983 Princeton : Princeton University Press, ISBN  0-691-02021-3; 0-691-07114-4; 0-691-07115-2; 0-691-02022-1 / COBISS.SI-ID  8551171
- Selected philosophical writings / of Fung Yu-lan (zbirka esejev) – Beijing : Foreign Languages Press 1998, ISBN 7-119-01063-8; 978-7-119-01063-2 / COBISS.SI-ID 34794594
- Xin lixue (New Teaching of Principle) – (1939)
- Xin zhi yan (A New Understanding of Words) – (1946), Shanghai: Commercial Press
- The Spirit of Chinese Philosophy – (1947); v angleščino prevedeno leta 1970, Routledge, ISBN 0415361494

… Feng je 1948 obiskal Univerzo v Pensilvaniji, kjer so njegova predavanja postala osnova za angleško knjigo A Short History of Chinese Philosophy …
- Xin yuan dao (A New Treatise on the Nature of Tao) – (1961), Hong Kong: Zhong-guo zhe-xue jan jiu hui
- A New History of Chinese Philosophy – rokopis, ki ga je začel pisati v osemdesetih letih, a mu ga ni uspelo dokončati pred smrtjo

### Dela v slovenščini
- Kratka zgodovina kitajske filozofije – (1948); v slovenščini izšlo leta 2016, Ljubljana : Amalietti & Amalietti, ISBN 978-961-6934-75-6; 978-961-6934-90-9 / COBISS.SI-ID 284593920
- Je razlika med vzhodom in Zahodom – (1988); članek v Delu, str. 9: Baković, Zorana, COBISS.SI-ID 122967040